# 韩墉
韓墉（？—？），福建晋江人，清朝政治人物。

## 生平
1738年接替陈嵩任南汇县知县一职，1739年由施士箴接任。1740年又接替林瑛再任南汇县知事，次年由张汝纳接任。